# Khalid bin Abdullah Al Saud (1937–2021)
Khalid bin Abdullah Al Saud (arabiska: خالد بن عبدالله آل سعود Khalid bin ʿAbdullāh Āl Suʿūd), född 1937, död 12 januari 2021, var medlem i Huset Saud. Han hade omfattande affärsintressen som drevs genom Mawarid Holding, men var förmodligen mest känd som ägare till stuteriet Juddmonte Farms. Han var en av de ledande personerna inom galoppsporten, och hästar som har tävlat i hans tävlingsfärger inkluderar Dancing Brave, Enable, Frankel och Arrogate.

## Biografi
Prins Khalid föddes i Ta'if 1937. Prins Khalid var en av sönerna till Abdullah bin Abdul Rahman, en yngre halvbror till kung Abdulaziz, grundaren av Saudiarabien. Hans mor var Noura bint Fahd Al Muhanna Aba Al Khail. Han studerade historia i USA och Riyadh, och anställdes en tid vid Saudiarabiens utrikesdepartement. Han inledde sedan en extremt framgångsrik karriär inom näringslivet och tjänstgjorde en lärlingsutbildning under ledning av Sulaiman Olayan.

Khalid bin Abdullahs tävlingsfärger.

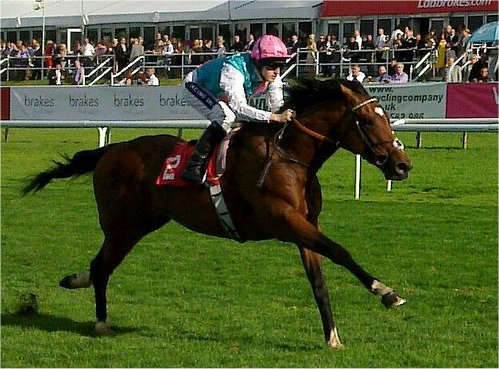
Frankel

### Juddmonte Farms
1982 köpte Khalid bin Abdullah Cayton Park Stud på Wargrave i Berkshire och bytte dess namn till Juddmonte Farms. Fastigheten såldes 2017. Från början av 1980-talet byggde han upp en samling noggrant utvalda ston. År 2011 representerade dessa, enligt Lord Grimthorpe i en intervju i Financial Times, "ett av de största avelsbanden i avelshistorien".
Prins Khalid avled i januari 2021.